# یوسف بخشی خوانساری
یوسف بخشی خوانساری (۱۲۹۸ در خوانسار - ۱۳۵۸ در ری) شاعرایرانی بود. عمده شهرت بخشی به خاطر سرودن اشعاری به گویش محلی خوانساری می‌باشد وی همچنین دارای اشعاری به زبان فارسی نیز می‌باشد.

## نمونه اشعار به زبان فارسی
| دیشب گره از زلف تو واکردم و رفتم |  | دیوانه‌ای از بند رها کردم و رفتم    |
| دل حلقهٔ گیسوی تو بر گردن خودداشت |  | از گردنش این سلسله واکردم و رفتم   |
| تا موی تو را باز پریشان نکند باد |  | بسیار سفارش به صبا کردم و رفتم     |
| صد جور به من کردی و من هیچ نگفتم |  | جز آن که به جان تو دعا کردم و رفتم |
| می‌سوزم ازین شعلهٔ جان سوزکه خودرا |  | از عشق تو انگشت‌نما کردم و رفتم     |

## نمونه اشعار به گویش خوانساری
| با قلا مایه یی قلای نری     |  | ورشه ری درخت صنیبری        |
| تا به واچن گه نخچه ژون دررت |  | با هم از عشق پر زشور و شری |
| شی خود بخچه ساتن لونه       |  | صحب ژون کرت با دماغ تری    |
| هر قلایی خبر گنا بومه       |  | بخچه هیاره ژون ز هر گذری   |
| به نک اون یکی به نازوله     |  | به نک این یکی به پیش و پری |

## آثار[۲]
1. تذکره شعرای خوانسار
2. ترانه‌های خوانسار
3. مشاعره خرس و خر "مشترکا با لاهوتی گلپایگانی"
4. دیوان اشعارخوانساری